# Освальдо Риос
Освальдо Риос (полное имя — Освальдо Риос Алонсо исп. Osvaldo Ríos Alonso; 25 октября 1960, Каролина, Пуэрто-Рико) — мексиканский и пуэрто-риканский актёр, музыкант, модель, звезда теленовелл «Кассандра», «Клятва», «Вдова Бланко».

## Биография
Освальдо по матери - армянин. Начинал как певец и гитарист, выступал в составе различных музыкальных групп Пуэрто-Рико. Изучал психологию в университете. По окончании работал детским психологом. Затем подвизался в модельном бизнесе, который открыл дорогу Освальдо Риосу на экран. С 1990 года снимался в сериалах телевизионных компаний Пуэрто-Рико, Венесуэлы, Колумбии, Мексики и др. Самая известная роль - Игнасио Контрерас в популярном сериале "Кассандра" . Основал продюсерскую компанию "Riverside Entertainment Company", которая занимается выпуском мини-сериалов.

## Актерская карьера
В 1992 году режиссёр новеллы «На том пляже» Грасио Д'Анджело и сценарист Делия Фиалло пригласили Освальдо Риоса сниматься в их новом проекте – сериале «Кассандра». Дуэт Риоса и Корайма Торрес пришёлся настолько по душе зрителям, что мыльная опера с их участием попала в Книгу рекордов Гиннесса как шоу, переведённое на наибольшее количество языков. «Кассандру» показывали в 100 странах на 32 языках. Успех «Кассандры» сделал Освальдо Риоса звездой, на него посыпались приглашения от крупных латиноамериканских студий. В 1993 году он снялся в Венесуэле в сериале «Три судьбы», который показали на испаноязычном канале Telemundo в США. В 1996-м он сыграл вместе с Марией Еленой Доеринг в колумбийском сериале «Вдова Бланко», получившем высокие рейтинги в Испании, Турции, Индонезии, Тайване и других странах. Проведя несколько лет вдали от дома, Освальдо Риос вернулся на родину и снялся в пуэрто-риканской новелле «Ничьи дети». Он также вернулся на театральную сцену, чтобы сыграть главную роль в мюзикле «Красавица и чудовище». В 1996 году актёр провёл три месяца в тюрьме Пуэрто-Рико, после того как его бывшая подруга Дэйзи Аннет Сантьяго обвинила его в домашнем насилии. Риоса арестовали в Майами, прямо на съёмках теленовеллы «Мятежный ангел». Его следующая работа в колумбийском сериале «Раузан», который вышел в эфир в 2000 году, получила высокие оценки критиков и была отмечена множеством премий в разных странах. Параллельно Риос начал сниматься в новелле «Обними меня крепче» мексиканского телегиганта Televisa. В начале 2000-х Освальдо Риос основал вместе с Папо Коссом компанию Riverside Entertainment Company, которая выпустила мини-сериал «После прощания» и фильм «Дни Дорис». Затем Освальдо Риос получил приглашение на съёмки в Испании, где его партнёршей по сериалу «Между двумя любимыми» стала популярная певица Исабель Пантоха. В 2002 году актёр играл в сериале «Дикая кошка». В 2004-2005 он появлялся в сериале «Специальный отряд Майами». В 2006-м Освальдо Риос снялся в Пуэрто-Рико в фильме «Дорога» и в сериале «Решения» на канале Telemundo. В 2007 году Освальдо Риос получил роль отца главного героя в колумбийском сериале«Зорро: Шпага и роза». В 2008-м актёр снимался в Мексике в теленовелле «Клятва» вместе с Натальей Стрейгнард. В 2009-м Освальдо Риос получил роль благородного моряка Хуана де Диоса Сан Романа в мексиканской новелле «Дикое сердце». В 2010 году с успехом прошёл в телеэфире сериал «Триумф любви», где Освальдо Риос снимался вместе с Викторией Руффо.

## Личная жизнь
В феврале 1986 года Освальдо Риос женился на актрисе Сулли Диас, в декабре того же года они развелись. Его второй женой стала журналистка Кармен Доминикси. В 1990 году она подарила ему сына Джулиано  Габриэля, но впоследствии они также расстались.
В июле 2000 года Освальдо женился в третий раз, его избранницей стала актриса Джералдин Фернандез. В 2001-м она родила ему первенца – сына Освальдо Габриэля. В 2004 году распался и третий брак актёра.
В сентябре 2006 года пресса сообщила, что на съёмках сериала «Решения» Освальдо Риос закрутил роман с партнёршей по теленовелле Ивелин Хиро.
В 2009 году у Освальдо и его подруги, спортсменки Кассианы Россо, родился сын Алессандро Габриэль.
Кроме того, у Освальдо Риоса был роман с тогда ещё начинающей певицей Шакирой.

## Фильмография
Ничья любовь — (1990)
Кассандра — (1992)... Игнасио Контрерас / Луис Давид Контрерас
Три судьбы — (1993)... Хуан Карлос
Вдова Бланко — (1996)... Диего Бланко Альбаррасин
Обними меня крепче — (2000)... Диего Эрнандес
Раузан — (2000)... Себастьян де Мендоса
Дикая кошка — (2002)... Сильвано
Мятежный ангел — (2004)... Алехандро Вальдеррама
Зорро: Шпага и роза — (2007)... Алехандро де ла Вега
Клятва — (2008)... Сантьяго де Ландерос
Дикое сердце — (2009)... Хуан де Диос Сан Роман
Триумф любви — (2010)... Освальдо Сандовал
Эльза и Фред — (2013)... Доктор